# 中野東駅

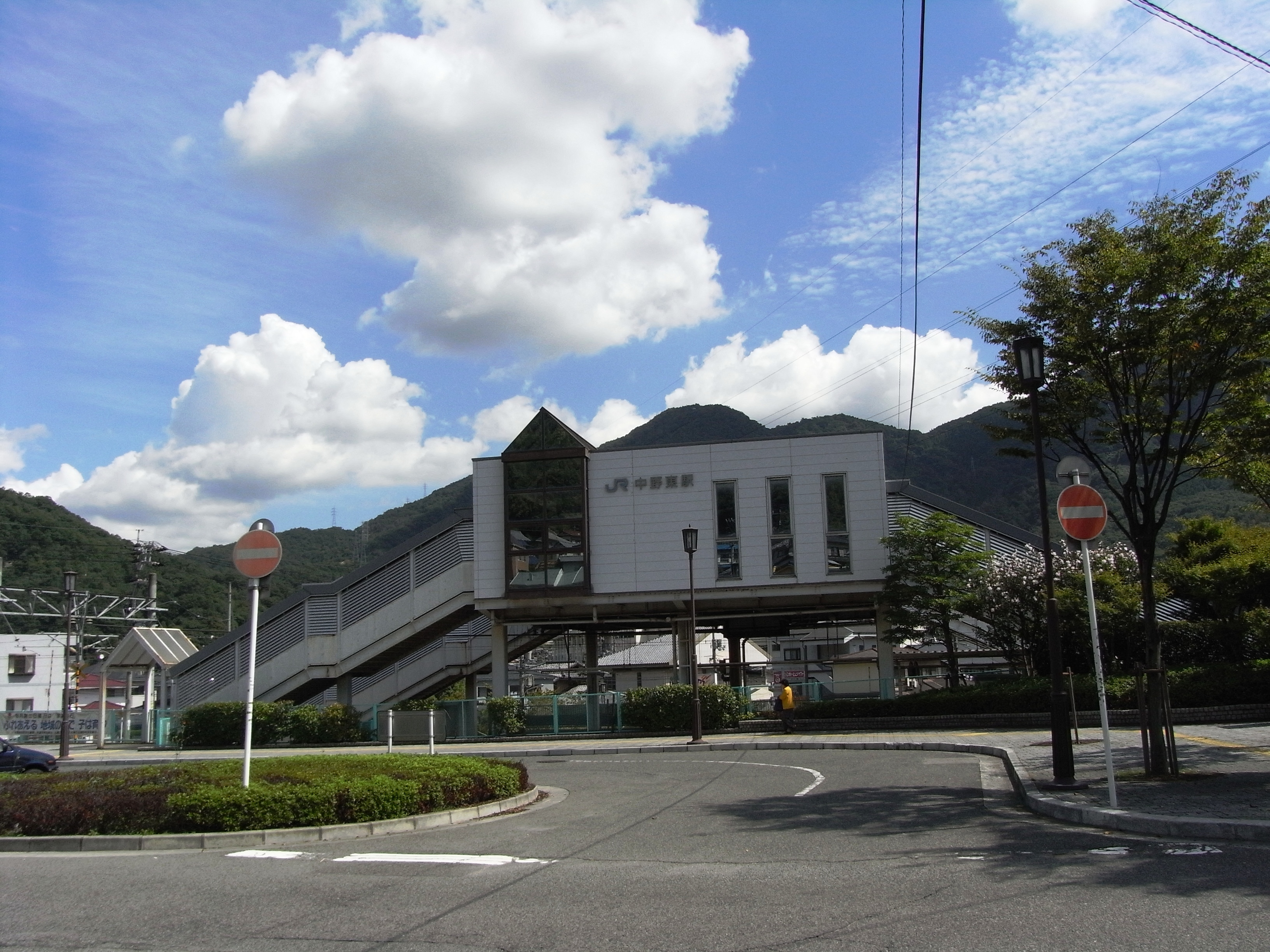
西口（2008年9月）

中野東駅（なかのひがしえき）は、広島県広島市安芸区中野五丁目にある、西日本旅客鉄道（JR西日本）山陽本線の駅である。駅番号はJR-G06。

## 概要
JR発足後に開業した請願駅である。山陽本線と並行する瀬野川の対岸は「安芸区中野東」であるが、駅の所在地は「安芸区中野」である。

## 歴史
- 1989年（平成元年）
  - 3月17日：新駅設置の起工式[4]。
  - 8月11日：JR山陽本線の瀬野駅 - 安芸中野駅間に開業[1][2]。請願駅としての設置。
- 1992年（平成4年）11月1日：みどりの窓口営業開始[5]。
- 2007年（平成19年）
  - 5月30日：自動改札機導入。
  - 9月1日：ICカード「ICOCA」の利用が可能となる。
- 2011年（平成23年）
  - 2月17日：旅客案内におけるのりば番号を設定し、下りホームを1番のりば、上りホームを2番のりばとする。
  - 3月10日：バリアフリー化工事が完成[6]。
- 2018年（平成30年）
  - 7月6日：平成30年7月豪雨により営業休止。
  - 8月18日：瀬野駅 - 海田市駅間で運転再開[7]。
- 2023年（令和5年）11月30日：みどりの窓口の営業を終了[8]。
- 2024年（令和6年）8月1日：当駅での駅員の常駐を廃止し、インターホンでの遠隔対応に変更[9][10]。

## 駅構造
8両編成対応の相対式ホーム2面2線のホームを持つ橋上駅で、分岐器や絶対信号機を持たないため、停留所に分類される。上り・下りのホームへ降りる階段、駅の外に降りる階段、ホームと駅の外両方に降りるエレベーターがある。
東口のエレベーターは1番線ホーム、西口のエレベーターは2番線ホームと兼用であり、改札外又は改札内相互間のみの移動が可能である。
駅員は周辺駅を含めて巡回を行うため当駅には常駐せず、改札口付近に設置されているインターホンにて対応を行う。また、ICOCAの利用が可能のほか（相互利用可能ICカードはICOCAの項を参照）、JRの特定都区市内制度における「広島市内」の駅である。

### のりば
| のりば | 路線     | 方向 | 行先           |
| ------ | -------- | ---- | -------------- |
| 1      | 山陽本線 | 下り | 広島・岩国方面 |
| 2      | 山陽本線 | 上り | 西条・三原方面 |

※開業から長らく案内上ののりば番号が設定されていなかったが、バリアフリー化工事の過程で2011年2月17日に表記がされた。

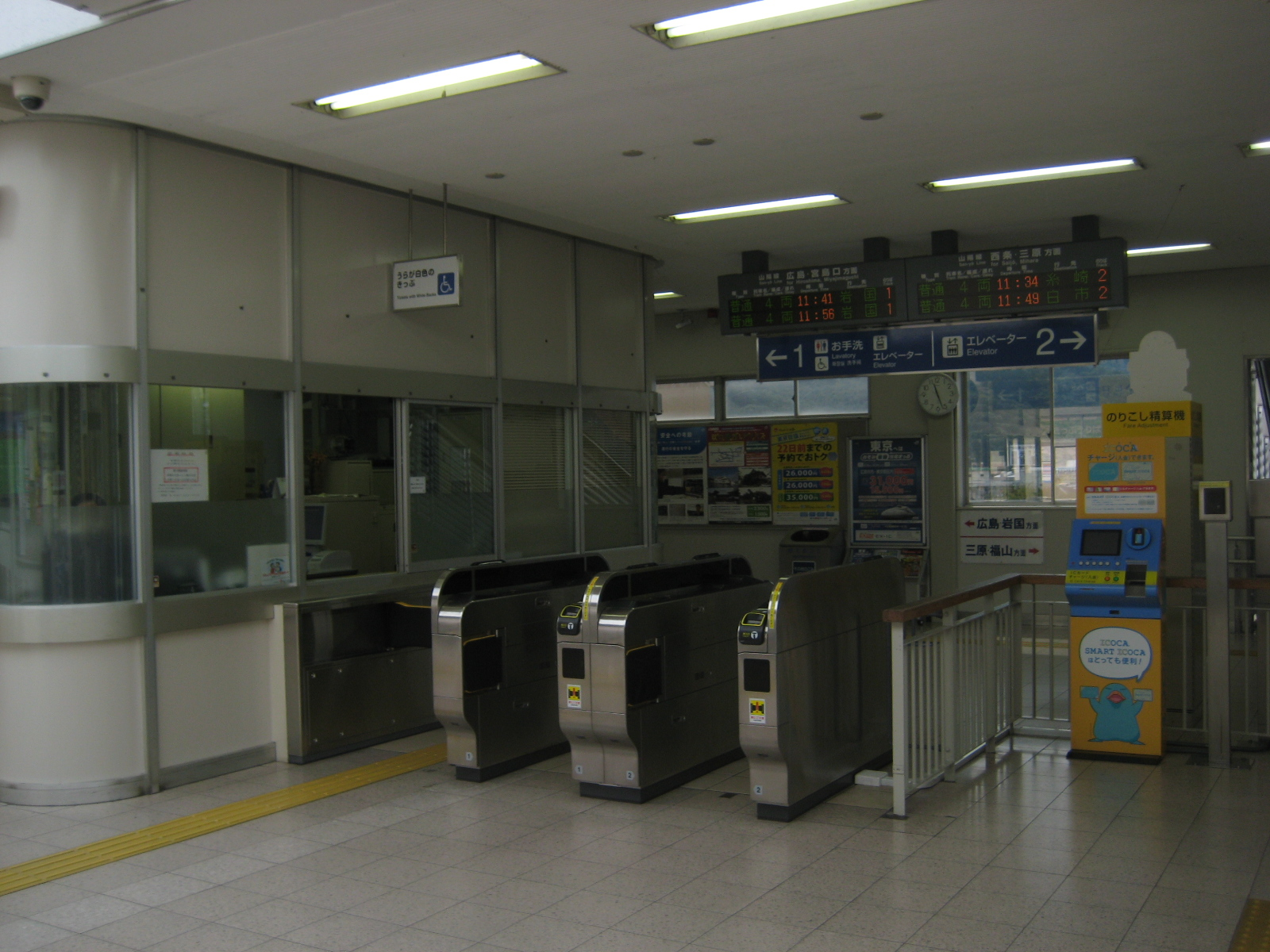
改札口（2011年10月）

## 利用状況
- 以下の情報は、広島市統計書に基づいたデータである。

| 年度                | 1日平均 乗車人員 |
| ------------------- | ---------------- |
| 1989年（平成 元年） | 2,081            |
| 1990年（平成02年）  | 2,534            |
| 1991年（平成03年）  | 2,848            |
| 1992年（平成04年）  | 3,010            |
| 1993年（平成05年）  | 3,305            |
| 1994年（平成06年）  | 3,338            |
| 1995年（平成07年）  | 3,456            |
| 1996年（平成08年）  | 3,469            |
| 1997年（平成09年）  | 3,406            |
| 1998年（平成10年）  | 3,375            |
| 1999年（平成11年）  | 3,307            |
| 2000年（平成12年）  | 3,192            |
| 2001年（平成13年）  | 3,227            |
| 2002年（平成14年）  | 3,115            |
| 2003年（平成15年）  | 3,111            |
| 2004年（平成16年）  | 3,038            |
| 2005年（平成17年）  | 3,039            |
| 2006年（平成18年）  | 3,012            |
| 2007年（平成19年）  | 2,982            |
| 2008年（平成20年）  | 2,836            |
| 2009年（平成21年）  | 2,790            |
| 2010年（平成22年）  | 2,827            |
| 2011年（平成23年）  | 2,810            |
| 2012年（平成24年）  | 2,815            |
| 2013年（平成25年）  | 2,810            |
| 2014年（平成26年）  | 2,683            |
| 2015年（平成27年）  | 2,745            |
| 2016年（平成28年）  | 2,674            |
| 2017年（平成29年）  | 2,667            |
| 2018年（平成30年）  | 2,521            |
| 2019年（令和 元年） | 2,701            |
| 2020年（令和02年）  | 2,098            |
| 2021年（令和03年）  | 1,973            |
| 2022年（令和04年）  | 1,994            |

乗車数グラフ

## 駅周辺
西口
- 駅前ロータリー
- 広島市中野東駅西口自転車等駐車場
- 県道274号瀬野船越線（安芸山陽道）
- 広島市立瀬野川中学校
- 安芸区役所中野出張所（安芸中野駅との中間地点）
- 中国電力瀬野川変電所

東口
- 駅前ロータリー
- 広島市中野東駅東口自転車等駐車場
- 国道2号線
- 広島市立中野東小学校
- 広島市中野保育園
- 中野東児童館
- 瀬野川病院
- トーワテクノ広島本社
- ラ・ムー 中野東店
- 中野集会所
- 広島東商工会瀬野川支所

## 隣の駅
西日本旅客鉄道（JR西日本）
 山陽本線
■快速「シティライナー」・■快速「通勤ライナー」
通過
■普通
瀬野駅 (JR-G07) - 中野東駅 (JR-G06) - 安芸中野駅 (JR-G05)

## 参考書籍
- 各 広島市統計書